# Lusignan-Petit
Lusignan-Petit är en kommun i departementet Lot-et-Garonne i regionen Nouvelle-Aquitaine i sydvästra Frankrike. Kommunen ligger i kantonen Prayssas som tillhör arrondissementet Agen. År 2022 hade Lusignan-Petit 363 invånare.

## Befolkningsutveckling
Antalet invånare i kommunen Lusignan-Petit
| Referens: INSEE |